# Francesco Pagano (scultore)

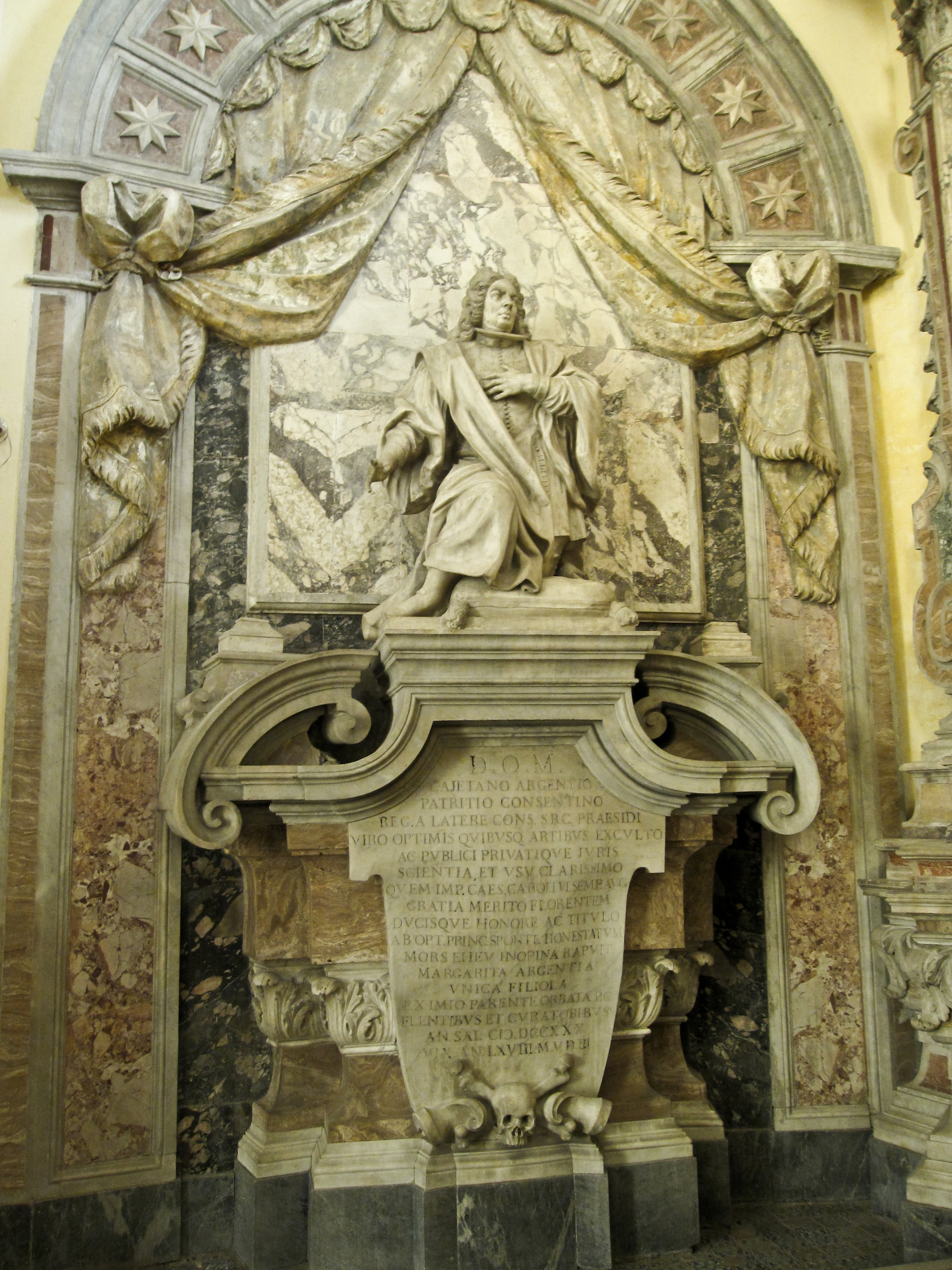
monumento funebre al giureconsulto Gaetano Argento, Napoli - Chiesa di San Giovanni a Carbonara

Francesco Pagano (1695 – Napoli, 1764) è stato uno scultore di scuola napoletana tardo barocca.

## Biografia
Allievo di Domenico Antonio Vaccaro, pittore scultore e architetto napoletano, Francesco Pagano risulta attivo dal 1720 al 1764, ma non è noto il suo anno di nascita che possiamo situare circa nel 1695. Si sa che ebbe due figli: Gaetano e Giuseppe. Il suo primo biografo, che ha pubblicato un elenco di sue opere, è stato Bernardo De Dominici, suo contemporaneo. Nell'arco della sua vita realizzò un numero incredibile di sculture, su commissione.
Nella chiesa di Santa Maria delle Grazie a Caponapoli la balaustra  di marmo della quarta cappella a destra porta la scritta "F.P.S.D." che è stata letta come: "Francesco Pagano Scolpì Diresse". Una delle sue prime sue sculture è il ritratto di Alfonso Toraldo Calimera, datato 1720, che si trova nella chiesa dell’Annunziata, a Tropea.

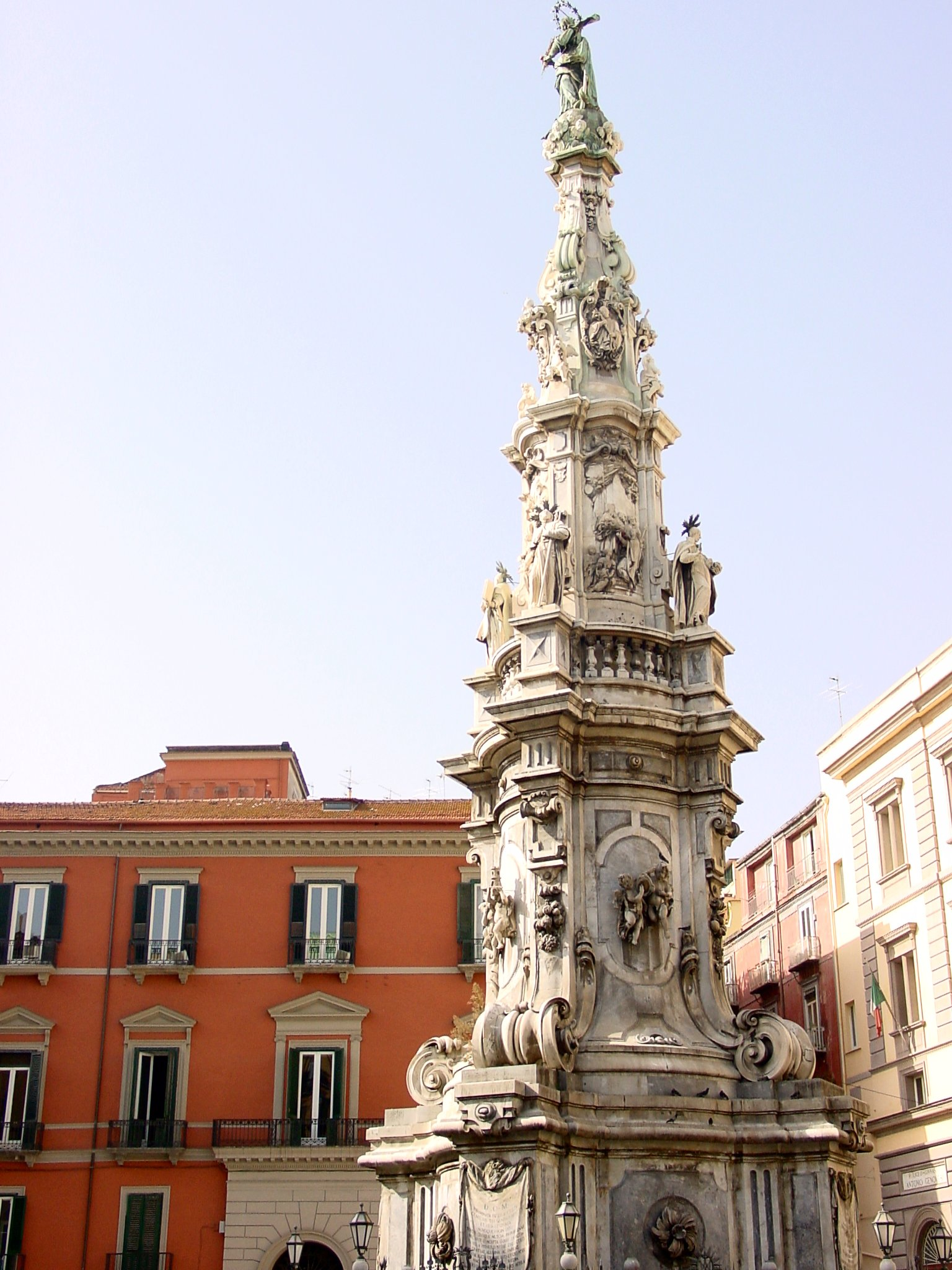
Guglia dell'Immacolata Napoli

### Sculture a Napoli
Nella chiesa di Santa Maria dell'Aiuto, per il monumento funebre di Gennaro Acampora, Francesco Pagano realizzò nel 1738 un medaglione con il ritratto del defunto, su disegno dell’architetto Bartolomeo Granucci. 
Ad altorilievo, in marmo, scolpì una coppia di medaglioni con i volti di Irene Marescalli e di Pompeo Colonna, nella chiesa di San Pietro a Maiella, tra il 1727 e il 1728. Nella Chiesa di San Giovanni a Carbonara scolpì, tra il 1730 e il 1733, il grande monumento funebre al giureconsulto Gaetano Argento, che ritrasse inginocchiato, secondo il progetto di Ferdinando Sanfelice. Un disegno di Pagano, per il monumento a Gustavo Argento è al Gabinetto dei disegni del Museo di Capodimonte.
Nella Chiesa della Nunziatella scolpì nel 1734 i due monumenti funebri ai fratelli Michele Giovane (con la figura dell'evangelista Giovanni) e  Andrea Giovene, duca di Girasole (con un bassorilievo raffigurante san Giovanni Battista).
Nella Basilica di San Domenico Maggiore il monumento scultoreo ad Ettore Carafa della Spina, posto nella cappella di san Bartolomeo, fu disegnato da Domenico Antonio Vaccaro ed eseguito da Francesco Pagano, fra 1737 e il 1738.

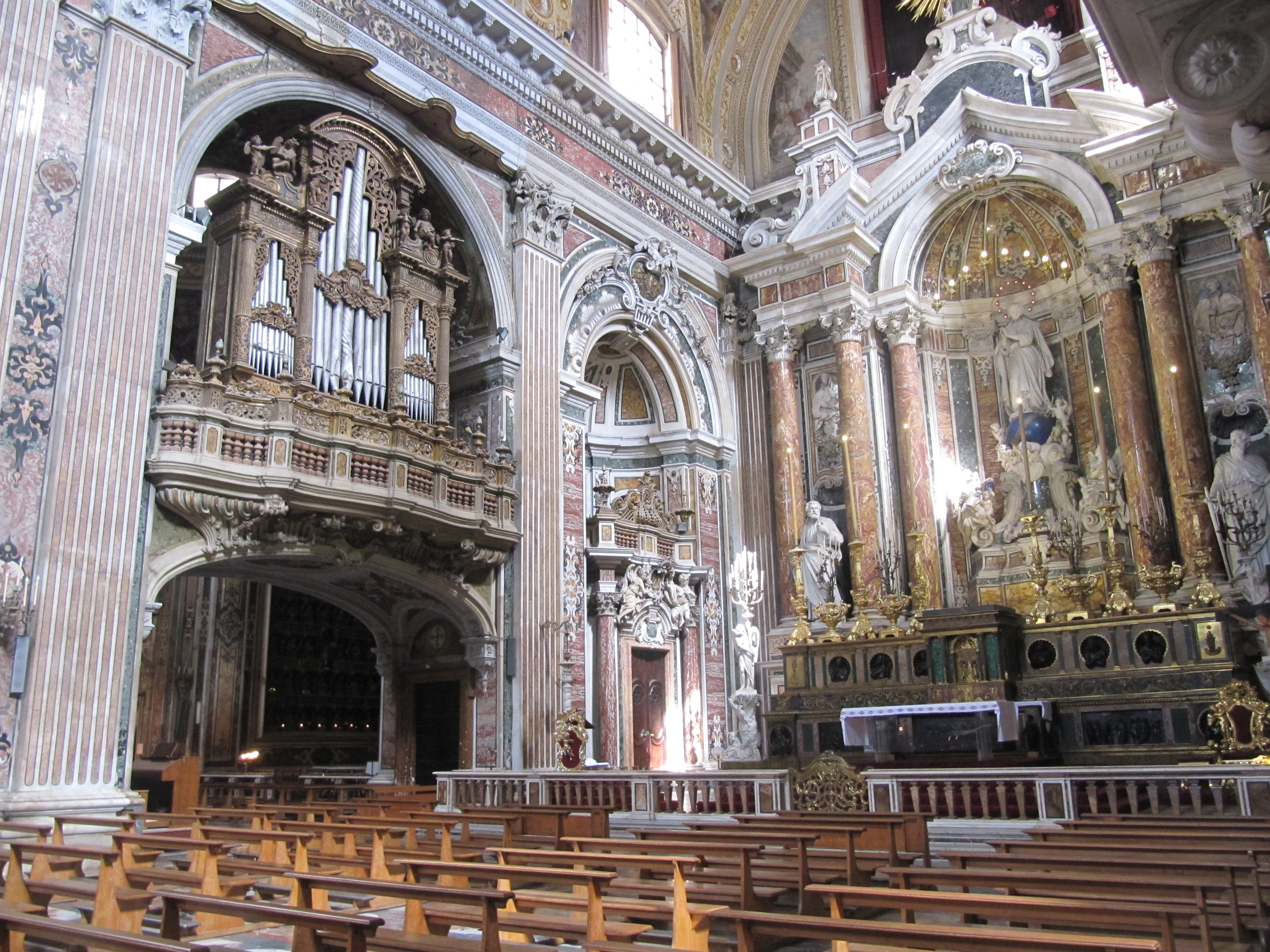
Napoli, chiesa del Gesù Nuovo, altare maggiore

Suoi sono anche i nove busti di santi vescovi, del 1743, chiusi entro medaglioni marmorei e posti nella navata maggiore del duomo di Napoli.  
A Palazzo Spinelli di Tarsia  la Biblioteca Tarsia, voluta dal principe Ferdinando Vincenzo Spinelli di Tarsia e aperta al pubblico nel 1746, offriva una ricca collezione di libri di scienze e di strumenti matematici. Al centro c'era una piramide alla cui base c'erano quattro statue di Pagano, rappresentanti Le stagioni. Oggi queste opere, descritte dal Sigismondo, sono irreperibili, come il ritratto del principe, a mezzo busto, murato nella parete delle scale e  un ritratto di Carlo III di Spagna, del 1747. Nel cortile del Palazzo Tarsia, Pagano realizzò tre fontane e statue per il loggiato. Nella Chiesa di Sant'Antonio a Tarsia la statua marmorea di Sant'Antonio è stata creata da Pagano.
Scolpì anche i ritratti dei coniugi Tommaso Trabucco e Nicoletta Basile, nella cappella patronale della chiesa di Santa Maria di Loreto, dei teatini. Il Palazzo dell'Immacolatella, nella zona del porto, è caratterizzato dalla statua della Vergine Maria, posta alla sommità dell'edificio. Attribuita una volta a Vaccaro, oggi è considerata opera di Francesco Pagano.
Tra il 1731 e il 1732 Pagano realizzò i putti del primo altare della chiesa dell'Immacolatella a Pizzofalcone e i bassorilievi con San Giovanni Evangelista e San Giovanni Battista nella tribuna.
Nella Biblioteca Oratoriana dei Girolamini si trova la scultura Arcangelo Michele piomba su Lucifero: è un medaglione sopra il portale, a bassorilievo, ornato di cornice rocaille (1721 circa). La Basilica della Santissima Annunziata Maggiore che era stata distrutta da un incendio nel 1757 e ristrutturata da Luigi Vanvitelli, possiede sculture di Pagano.
Nel 1743 iniziò la costruzione della Guglia o Obelisco dell'Immacolata, in stile tardo barocco, su  progetto dall'architetto Giuseppe Genoino a piazza del Gesù Nuovo. Oltre agli elementi scultorei di Matteo Bottiglieri, sono di Francesco Pagano la Nascita di Maria, una Annunciazione (al secondo ordine) e una Coppia di putti (al primo ordine). Per la cuspide egli scolpì le statue di San Luigi Gonzaga e di San Stanislao Kostka. 
Bartolomeo Granucci disegnò nel 1738, il sepolcro di Gennaro Acampora, che fu eseguito da Francesco Pagano, nella chiesa di Santa Maria dell'Aiuto.
Nella Basilica di San Domenico Maggiore, il monumento scultoreo a Ettore Carafa, posto sulla parete di destra, fu disegnato da Domenico Antonio Vaccaro ed eseguito da Francesco Pagano.
Nella Chiesa del Gesù Nuovo, assieme a Matteo Bottiglieri e su modello di Vaccaro, Pagano eseguì parte del gruppo marmoreo con angeli, putti e teste di cherubini dell'altare maggiore. Suoi sono anche gli Angeli osannanti, rappresentati sulla chiave di volta dell'arco sopra il coretto. Scolpì nella stessa chiesa il monumento al cardinale Francesco Antonio Finy, del 1743, e due grandi bassorilievi, a sinistra e a destra dell'altare maggiore, con santi gesuiti.

### Altre sculture
Tra il 1751 e il 1753 Pagano e Bottigliero, sotto la direzione dell’ingegnere romano Carlo Marchionne, realizzarono sculture a tutto tondo e i bassorilievi per l'altare maggiore della chiesa del convento domenicano di Soriano Calabro, distrutto dal terremoto nel 1783. Alcune sculture sono state recuperate e si trovano nel locale museo. Nel 1761, con Giuseppe Sanmartino, Pagano realizzò putti della chiesa di San Michele, ad Anacapri e sei statue per Domenico Cattaneo, principe di San Nicandro, che non sono state ancora identificate.
Meno note sono le sue figure da presepe: Donna che litiga, Circasso e Uomo di mezzo carattere, tutte nella collezione A. Laino.
Francesco Pagano fu sepolto nella chiesa dell'Immacolata e San Vincenzo, dove fu eretto il suo monumento funebre.